# مقاطعة سوليفان (إنديانا)
مقاطعة سوليفان (بالإنجليزية: Sullivan County, Indiana)‏ هي إحدى مقاطعات ولاية إنديانا في الولايات المتحدة. ، بلغ عدد سكانها 21475 نسمة في عام 2010 حسب إحصاء مكتب تعداد الولايات المتحدة وتصل الكثافة السكانية فيها 19 نسمة/كم2.

## وصلات خارجية
- United States Counties